# 히로촌 (히로시마현)
히로촌(広村)은 히로시마현 가모군에 설치되었던 촌이다. 현재의 구레시에 해당한다.